# Bezante
Os bezantes eram uma característica de certos elmos de torneios ou batalha; chamava-se bezante, durante a Idade Média, alguns orifícios arredondados que eram abertos na parte dianteira ou lateral do elmo, no processo de forja. O objetivo dos bezantes nestas armaduras era permitir ou facilitar a entrada e saída de ar.